# 사다리 연산자
양자역학에서 사다리 연산자(영어: ladder operator)는 어떤 연산자의 한 고유벡터를 다른 고유벡터로 바꾸는 연산자다. 고윳값을 증가시키는 올림 연산자(영어: raising operator)와 감소시키는 내림 연산자(영어: lowering operator)가 있다. 이를 써서 주어진 연산자의 한 고유벡터로부터 다른 모든 고유벡터를 찾는다.

## 정의
주어진 에르미트 연산자 {\displaystyle N}에 대하여, 연산자 {\displaystyle X}가 다음과 같은 교환 관계를 갖는 경우 {\displaystyle X}를 {\displaystyle N}의 사다리 연산자라고 한다. 
{\displaystyle [N,X]=cX}
여기서 c는 어떤 실수이다.
사다리 연산자는 N에 대한 고윳값이 n 인 고유벡터 |n〉의 고유값을 c 만큼 변화시키는 역할을 한다.
{\displaystyle {\begin{aligned}NX|n\rangle &=(XN+[N,X])|n\rangle \\&=XN|n\rangle +[N,X]|n\rangle \\&=Xn|n\rangle +cX|n\rangle \\&=(n+c)X|n\rangle .\end{aligned}}}
즉, 
{\displaystyle X|n\rangle \sim |n+c\rangle }
이다. c 가 양수인 경우 {\displaystyle X}는 고유벡터의 고유값을 증가시키기 때문에 {\displaystyle X}를 올림 연산자, c가 음수인 경우 {\displaystyle X}는 고유벡터의 고유값을 감소시키기 때문에 {\displaystyle X}를 내림 연산자라 한다.
사다리 연산자 {\displaystyle X}의 에르미트 수반 연산자 {\displaystyle X^{\dagger }} 또한 사다리 연산자이며
{\displaystyle [N,X^{\dagger }]=-cX^{\dagger }}
고유벡터의 고유값을 {\displaystyle X}의 반대방향인 -c만큼 변화시키는 역할을 한다.
사다리 연산자가 존재하면, {\displaystyle N}의 특정 고유벡터로부터 사다리 연산자를 사용해 다른 고유벡터를 유추할 수 있다. 예를 들어, {\displaystyle c<0}이며 {\displaystyle N}의 최대 고윳값을 가진 고유벡터 {\displaystyle |n_{\text{max}}\rangle }가 알려져 있으면 다른 상태들을 내림 연산자 {\displaystyle X}를 사용하여
{\displaystyle |n\rangle ,X|n\rangle ,X^{2}|n\rangle ,\cdots }
와 같이 유추할 수 있다. 최소 고윳값의 경우도 반대로 올림 연산자{\displaystyle X^{\dagger }}를 사용하여 마찬가지로 나머지 상태들을 알아낼 수 있다.

## 예

### 양자 조화 진동자
사다리 연산자의 가장 단순한 예는 정준 교환 관계
{\displaystyle [x,p]=i}
의 표현이다. 이는 하이젠베르크 군의 리 대수에 해당한다. 이 경우, 소멸 연산자 {\displaystyle a}와 생성 연산자 {\displaystyle a^{\dagger }} 및 입자수 연산자 {\displaystyle N}을 다음과 같이 정의하자.
{\displaystyle a=(x+ip)/{\sqrt {2}}}
{\displaystyle a^{\dagger }=(x-ip)/{\sqrt {2}}}
{\displaystyle N=a^{\dagger }a}
여기서 {\displaystyle N}은 (질량과 각진동수를 1로 놓은) 양자 조화 진동자의 진동 모드 수이며, {\displaystyle x}와 {\displaystyle p}는 그 위치 및 운동량이다. 그렇다면
{\displaystyle [N,a]=-a}
{\displaystyle [H,a^{\dagger }]=a^{\dagger }}
{\displaystyle [a,a^{\dagger }]=1}
이다. 따라서, {\displaystyle N}의 고유벡터 {\displaystyle |n\rangle }이 주어지면
{\displaystyle a^{\dagger }|n\rangle \propto |n+1\rangle }
{\displaystyle a|n\rangle \propto |n-1\rangle }
{\displaystyle N|n\rangle =n|n\rangle }
이 된다. 즉, 바닥 상태 {\displaystyle |0\rangle }으로부터 생성 연산자를 가해, 하이젠베르크 군의 표현을 지을 수 있다.
{\displaystyle {\mathcal {H}}=\operatorname {Span} \left\{|0\rangle ,a^{\dagger }|0\rangle ,(a^{\dagger })^{2}|0\rangle ,\dots \right\}}

### 각운동량
양자역학에서, 각운동량의 이론은 회전군 SO(3) 또는 Spin(3)=SU(2)의 군 표현론에 의하여 결정된다. 이 경우, 각운동량 연산자 {\displaystyle J_{1},J_{2},J_{3}}은 SU(2)의 리 대수
{\displaystyle [J_{i},J_{j}]=i\epsilon ^{ijk}J_{k}}
를 따른다. 이 경우, 다음과 같은 사다리 연산자를 정의한다.
{\displaystyle J_{+}=J_{1}+iJ_{2}},
{\displaystyle J_{-}=J_{1}-iJ_{2}=(J_{+})^{\dagger }}
그렇다면 이들은 다음과 같은 대수를 만족시킨다.
{\displaystyle [J_{3},J_{\pm }]=\pm J_{\pm }}
따라서, 상태들을 {\displaystyle J_{3}}의 고유상태 {\displaystyle |m\rangle }로 나타내면,
{\displaystyle J_{\pm }|m\rangle \propto |m\pm 1\rangle }
이 된다. 최고 스핀 상태 {\displaystyle |l\rangle }는 {\displaystyle J_{+}}로 상쇄되는 상태이다.
{\displaystyle J_{+}|l\rangle =0}
그렇다면 최고 스핀 상태로부터 시작하여, 내림 연산자를 가해 SU(2)의 표현을 지을 수 있다.
{\displaystyle {\mathcal {H}}=\operatorname {Span} \left\{|l\rangle ,J_{-}^{\dagger }|0\rangle ,(J_{-})^{2}|0\rangle ,\dots \right\}}
SU(2)의 표현이 유한하며 모든 상태가 양의 노름을 가지려면, {\displaystyle l}은 정수 또는 반정수이며, 또한
{\displaystyle (J_{-})^{2l+1}|l\rangle =0}
이 되어야 한다. 즉, SU(2)의 유한 차원 유니터리 표현은 최대 각운동량 {\displaystyle 2l\in \mathbb {N} }에 의해 결정되며, 그 차원은 {\displaystyle 2l+1}이다.

### 단순 리 군
SU(2)에서의 사다리 연산자 기법은 일반적인 단순 리 군의 경우로 일반화시킬 수 있다. 이 경우, 리 군의 근계의 각 단순근에 대응하는 올림 및 내림 연산자가 있으며, 리 군의 표현은 그 최고 무게 상태(영어: highest-weight state)로부터 내림 연산자를 사용하여 지을 수 있다.

### 등각 대수
등각 대칭은 등각 장론이 갖는 시공간 대칭이며, 다음과 같다.
{\displaystyle [D,K_{\mu }]=-iK_{\mu }}
{\displaystyle [D,P_{\mu }]=iP_{\mu }}
{\displaystyle [K_{\mu },P_{\nu }]=2i\eta _{\mu \nu }D-2iM_{\mu \nu }}
{\displaystyle [K_{\mu },M_{\nu \rho }]=i(\eta _{\mu \nu }K_{\rho }-\eta _{\mu \rho }K_{\nu })}
{\displaystyle [P_{\rho },M_{\mu \nu }]=i(\eta _{\rho \mu }P_{\nu }-\eta _{\rho \nu }P_{\mu })}
{\displaystyle [M_{\mu \nu },M_{\rho \sigma }]=i(\eta _{\nu \rho }M_{\mu \sigma }+\eta _{\mu \sigma }M_{\nu \rho }-\eta _{\mu \rho }M_{\nu \sigma }-\eta _{\nu \sigma }M_{\mu \rho })}
따라서, {\displaystyle -iD}에 대하여,
{\displaystyle [-iD,K_{\mu }]=-K_{\mu }}
{\displaystyle [-iD,P_{\nu }]=P_{\mu }}
이므로, 특수 등각 변환 {\displaystyle K}는 내림 연산자, 운동량 {\displaystyle P}는 올림 연산자가 된다. 방사 양자화(영어: radial quantization)의 경우 {\displaystyle D}가 해밀토니언의 역할을 하게 된다. {\displaystyle K}에 의해 상쇄되는 상태를 일차 상태(영어: primary state)라고 하며, 이는 {\displaystyle D}와 {\displaystyle M_{\mu \nu }}에 대한 고유벡터이다. 일차 상태가 주어지면 나머지 상태들을 일차 상태에 {\displaystyle P}를 가해 지을 수 있다. 이러한 나머지 상태들을 이차 상태(영어: secondary state)라고 한다.

### 비라소로 대수
비라소로 대수는 2차원 등각 장론의 시공간 대칭이며, 다음과 같다.
{\displaystyle [L_{m},L_{n}]=(m-n)L_{m+n}+{\frac {c}{12}}(m+1)m(m-1)\delta _{m+n}\quad (m,n\in \mathbb {Z} )}
따라서, {\displaystyle L_{0}}에 대하여, {\displaystyle L_{n}}은 내림 연산자, {\displaystyle L_{-n}}은 올림 연산자이다 ({\displaystyle n>0}).
{\displaystyle [L_{0},L_{n}]=-nL_{n}}
{\displaystyle [L_{0},L_{-n}]=nL_{-n}}
등각 장론에서, 최고 무게 상태는 일차 상태(영어: primary state) {\displaystyle |h\rangle }로 알려져 있으며, {\displaystyle L_{0}}의 고윳값 {\displaystyle h}로 나타내어진다.
{\displaystyle L_{0}|h\rangle =h|h\rangle }
{\displaystyle L_{n}|h\rangle =0\forall n>0}
일차 상태가 주어지면, 비라소로 대수의 표현의 나머지 상태들은 올림 연산자 {\displaystyle L_{-n}}을 가하여 만들 수 있다.
{\displaystyle {\mathcal {H}}_{h}=\operatorname {Span} \{|h\rangle ,L_{-1}|h\rangle ,L_{-1}^{2}|h\rangle ,L_{-2}|h\rangle ,L_{-1}^{3}|h\rangle ,\dots \}}
이러한 표현을 비라소로 대수의 베르마 가군이라고 한다.

## 같이 보기
- 양자 조화 진동자
- 슈발레 기저